# Plantronics Colorplus

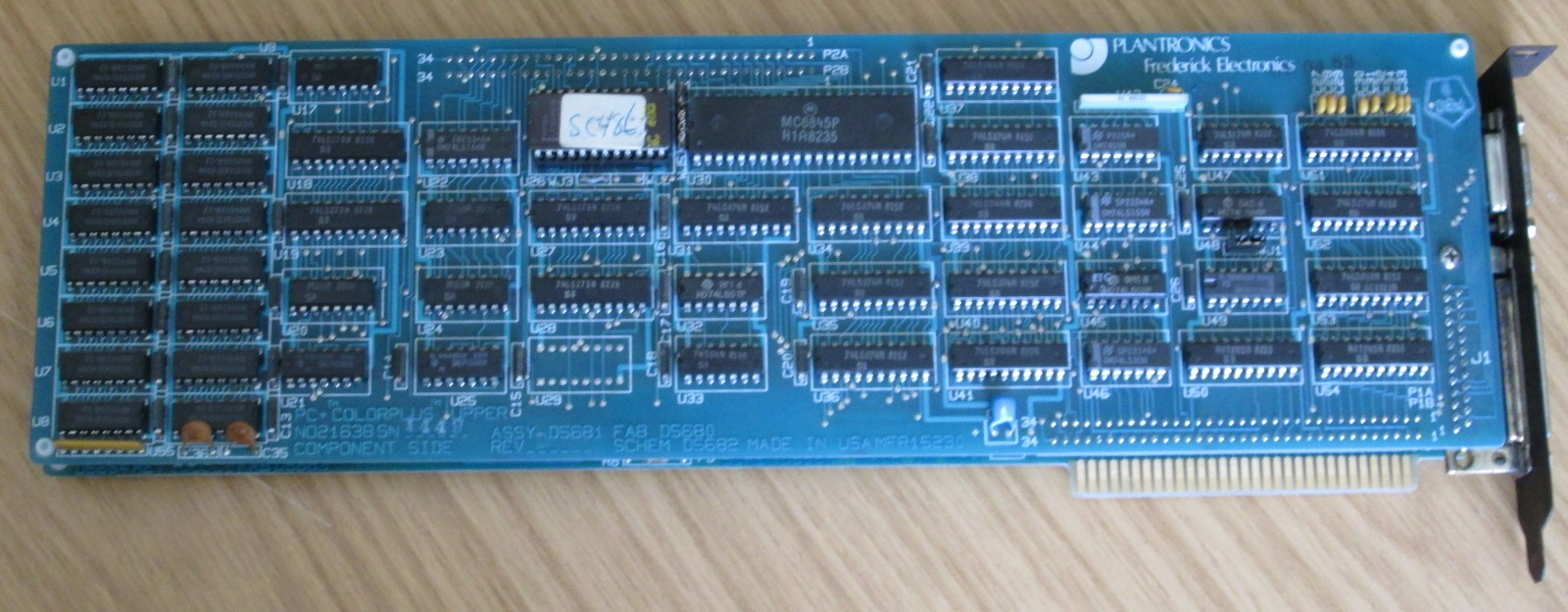
Графическая карта Plantronics Colorplus

Plantronics Colorplus — видеокарта для IBM-PC-совместимых компьютеров, появилась на рынке в 1982 году. Являлась расширением действующего стандарта CGA, используя тот же стандарт монитора, но обеспечивающая дополнительные графические режимы. Произведена компанией Frederick Electronics из города Фредерик (Мэриленд).
Colorplus имеет в два раза больше памяти, чем стандартная плата CGA (32 КБ по сравнению с 16 КБ). Дополнительная память может использоваться в графических режимах для удвоения глубины цвета, давая два дополнительных графических режима — 16 цветов при разрешении 320 × 200 или 4 цвета при разрешении 640 × 200. Использует тот же контроллер дисплея Motorola MC6845, что и предыдущие адаптеры MDA и CGA.
Оригинальная карта также содержит параллельный порт принтера.
Поддерживающие режимы этой графической видеокарты ПК — Thomson TO16 и Olivetti M19.